# Arnouville
Arnouville, antiga Arnouville-lès-Gonesse, é uma comuna francesa, situada no departamento de Val-d'Oise na região da Île-de-France.

## Toponímia
Arnoni villa no século IX, Arnonvilla, Villa Ermain no século X, Emonvilla.
Durante o século XI, a vila tem o nome do dono do principal domínio, um certo Ermenoldis ou Ermenoldu. A aldeia era então chamada Ermenouville. Ermenovilla no século XII, Ermenolvilla em 1124, Hermenovilla em 1251, Ermenovilla juxta Gonessiam no século XIII, Hermenonisvilla.
Foi em 1757 que a cidade levou o nome definitivo de Arnouville, sob a influência do Conde J.-B. Machault. A cidade se chama Arnouville-lès-Gonesse, para não ser confundida com Arnouville-lès-Mantes. Arnonville em 1794, a comuna é renomeada Arnouville em 1801, depois Arnouville-lès-Gonesse em 1843.
Em 8 de julho de 2010, o Primeiro-ministro autoriza a mudança de nome da cidade: Arnouville torna-se novamente o nome oficial da comuna.